# Манфред I (Салуцо)
Вижте пояснителната страница за други личности с името Манфред.
Манфред I (на италиански: Manfredo I del Vasto, * 1123, † след 4 юни 1175) от род Алерамичи е първият маркграф на Салуцо от 1125 (?) или 1148 до 1175 г.
Той е най-големият син и наследник на Бонифаций дел Васто (1060–1130), маркграф на Савона и Западна Лигурия (Occidentale) и съпругата му Агнеса дьо Вермандоа (1085–1125), дъщеря на граф Хуго Велики от Валоа и Вермандоа (1057–1101), ръководител на Първия кръстоносен поход и третият син на френския крал Анри I и третата му съпруга Анна Киевска.
Манфред II се жени за Елеанора.
Манфред I умира през 1175 г. и е наследен от неговия син Манфред II († 1215).